# Tapping

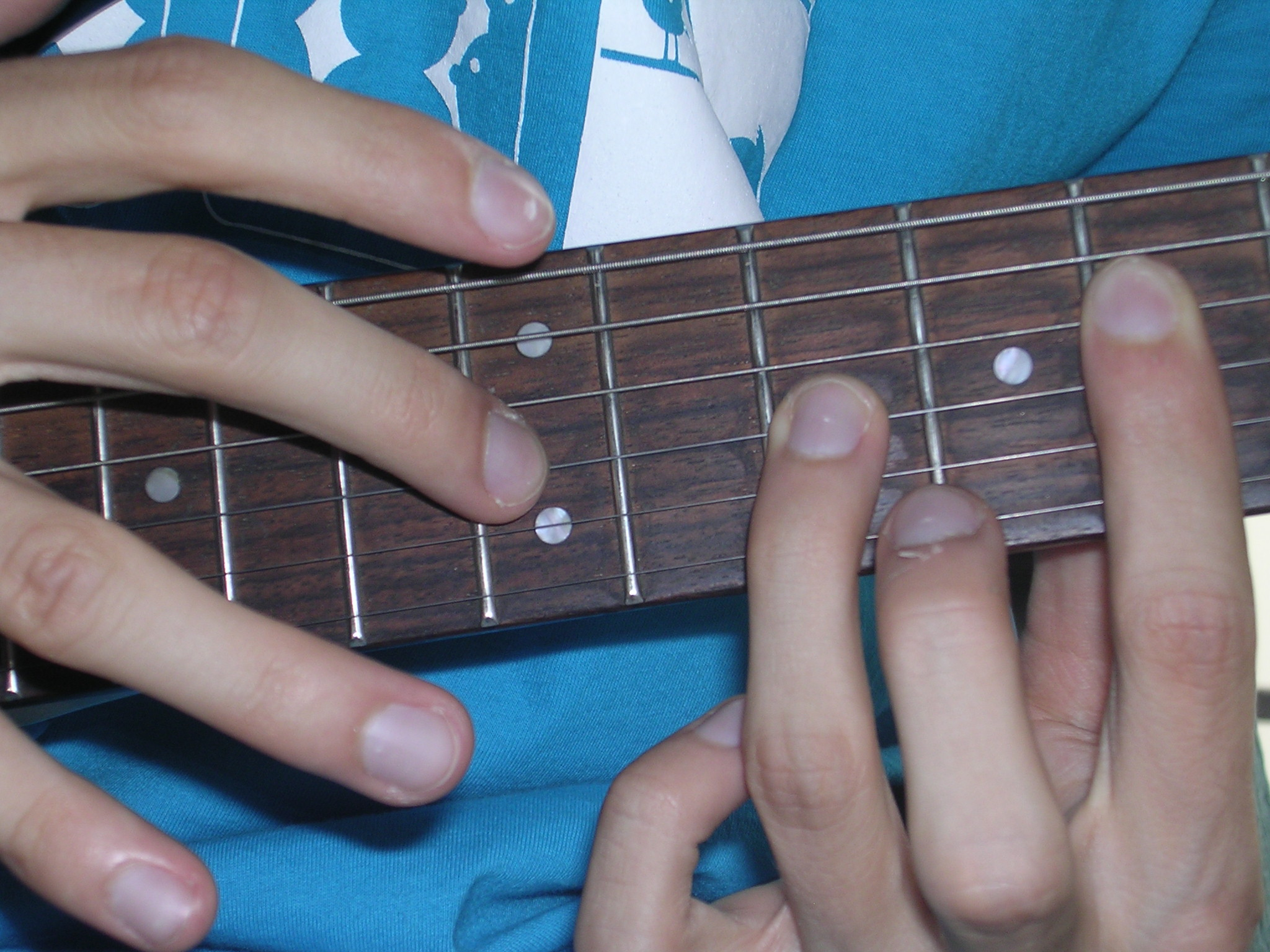
Tapping

Tapping (ang. klepanie) – technika gry na instrumentach strunowych, rozpowszechniona głównie w grze na gitarze elektrycznej.
Polega na wydobyciu dźwięku legato poprzez naciśnięcie lub oderwanie od struny palca ręki standardowo szarpiącej struny.

## Techniki tappingu
Rozróżnia się następujące techniki tappingu:
- Tapping jednoręczny - do naciskania strun używa się palców tylko jednej ręki.
- Tapping oburęczny - do naciskania strun używa się palców obu rąk.

## Wykorzystanie tappingu
Tapping ze względu na swoją widowiskowość używany jest głównie w solówkach. Jednym z pierwszych słynnych muzyków używających techniki podobnej do tappingu był skrzypek Paganini. Natomiast za prekursora tappingu oburęcznego uważa się Steve’a Hacketta, później naśladowanego przez takich gitarzystów jak Brian May (It’s Late) Eddie Van Halen (Eruption),  Nuno Bettencourt (Get the funk out), Joe Satriani (Day at the beach, Satch Boogie, Midnight), Kirk Hammett (Dyers Eve, One, Ride the Lightning) czy Steve Vai. Tapping z powodzeniem był również stosowany przez basistów, np. Les Claypool, Cliff Burton, Victor Wooten, Michael Anthony czy też Wolfgang Van Halen.

## Inne znaczenia słowa „tapping”
- Technika emocjonalnego wyzwolenia